# Viktor Uspaskich
Viktor Uspaskich, ros. Виктор Викторович Успасских (ur. 24 lipca 1959 w Urdomie) – litewski polityk i przedsiębiorca rosyjskiego pochodzenia, założyciel Partii Pracy, były minister gospodarki, poseł na Sejm Republiki Litewskiej oraz eurodeputowany.

## Życiorys

### Wykształcenie i działalność zawodowa
Urodził się w Urdomie w obwodzie archangielskim w ówczesnym ZSRR. W 1985 przyjechał do Litewskiej SRR, rozpoczął pracę jako spawacz w fabryce. W drugiej połowie lat 90. studiował na Uniwersytecie Technicznym w Kownie. Po jakimś czasie wyjechał do Finlandii, po powrocie i rozwodzie z rosyjską żoną poślubił Litwinkę.
W 1990 założył własną firmę „Efektas”, w następnym roku uzyskał litewskie obywatelstwo. W działalności biznesowej rozpoczął inwestycje przy imporcie gazu ziemnego od rosyjskiego Gazpromu oraz w przemyśle rolno-spożywczym. W latach 1997–2003 był prezesem organizacji litewskich pracodawców.

### Działalność polityczna
W 2000 został po raz pierwszy wybrany do litewskiego parlamentu jako kandydat niezależny. W 2003 utworzył własne ugrupowanie polityczne pod nazwą Partia Pracy, która rok później wygrała wybory parlamentarne, uzyskując w Sejmie 39 mandatów (z których jeden objął jej lider, wygrywając w swoim okręgu wyborczym). W wyborach do Parlamentu Europejskiego w tym samym roku ugrupowanie Viktora Uspaskicha otrzymało 30% głosów, wprowadzając pięciu deputowanych.
Jesienią tego samego roku przewodniczący Partii Pracy został ministrem gospodarki w koalicyjnym rządzie Algirdasa Brazauskasa. W połowie 2005 podał się do dymisji i złożył mandat poselski po tym, jak komisja etyki orzekła, że przyczynił się on do powstania kolizji interesów prywatnych i służbowych. Miał wówczas protegować w negocjacjach z władzami Rosji firmę, w której posiadał pakiet 17,44% akcji.
W 2006 kolejne zarzuty związane z nadużyciami finansowymi (pozyskiwanie nielegalnych wpływów na konto partyjne) zaczęto wysuwać pod adresem czołowych przywódców Partii Pracy, co doprowadziło do jej wyjścia z koalicji w czerwcu tego samego roku, a także do dymisji premiera. Viktor Uspaskich zrezygnował z kierowania partią, a po wyjeździe w tym samym roku na pogrzeb brata do Rosji, nie powrócił na Litwę.
Władze litewskie wydały europejski nakaz aresztowania jego osoby w związku z podejrzeniami popełnienia przestępstw skarbowych. We wrześniu 2006 Litwa wystąpiła o jego ekstradycję z Rosji.
W drugiej połowie 2007 przyjechał na Litwę, po przesłuchaniu w prokuraturze znalazł się w areszcie domowym. Powrócił do działalności politycznej, bezskutecznie próbował odzyskać mandat poselski w wyborach uzupełniających, a 17 listopada 2007 objął ponownie stanowisko przewodniczącego Partii Pracy. Kierował nią formalnie do 2013, faktycznie nadal pozostając jej liderem.
W wyborach parlamentarnych w 2008 po raz trzeci dostał się do Sejmu, jako lider krajowej listy swojego ugrupowania. W 2009 został posłem do Parlamentu Europejskiego VII kadencji. W wyniku wyborów krajowych w 2012 powrócił do krajowego Sejmu, rezygnując z mandatu europosła. W 2014 ponownie wybrany do Parlamentu Europejskiego na okres VIII kadencji. W 2018 powrócił na stanowisko przewodniczącego Partii Pracy, które zajmował do 2022. W 2019 utrzymał mandat eurodeputowanego na okres IX kadencji PE, który sprawował w 2024. W tym samym roku został ponownie przewodniczącym Partii Pracy (formalnie tymczasowym).